# PHONON2555
『PHONON2555』（フォノン2555）とは、2012年に行われた平沢進のライブイベントである。
本項では当該ライブイベントの模様を収録したDVD作品『PHONON2555 VISION』についても解説する。

## 概要
本ライブは、五反田・ゆうぽうとホールにて2012年6月6日、6月7日、6月8日の3日間開催された。
観客のレスポンスによってライブの展開が変化しない（所謂、通常のライブ・コンサートである）ノン・インタラクティブ・ライブシリーズ「PHONON」の第4回目として開催された。
ゲストとして、元P-MODELメンバーの荒木康弘がティンパニとして、PEVOメンバーのPEVO1号がギター、MIDIコントローラとして参加した。
曲目は、平沢のソロ活動で制作された楽曲を中心に構成されており、当時製作中であったアルバム『現象の花の秘密』より、暫定版として「華の影」「脳動説」「空転G」の3曲が各日1曲ずつ披露された。
また、今回からファンクラブ「Green Nerve」会員向けチケットのネット予約が開始され、システム運用テストには会員でない者も参加できた。

## 曲目
各曲は、収録アルバムの記事へのリンクになっている。

### 6月6日
| 1. ハルディン・ホテル 2. 舵をとれ 3. サイボーグ 4. デューン 5. 作業（愚者の薔薇園) 6. サイレン*Siren* 7. 仕事場はタブー 8. 万象の奇夜 9. 白虎 10. 人体夜行 | 1. 生まれなかった都市 2. 華の影 3. ルベド（赤化） 4. 確率の丘 5. 庭師KING 6. Lotus 7. Aria 8. TOWN-0 PHASE-5 (ENCORE) 1. 聖馬蹄形惑星の大詐欺師 2. 夢みる機械 |

### 6月7日
| 1. ハルディン・ホテル 2. サイボーグ 3. 作業(愚者の薔薇園) 4. 仕事場はタブー 5. ルベド(赤化) 6. デューン 7. サイレン*Siren* 8. 人体夜行 9. 万象の奇夜 10. サトワン暦 8869年 | 1. 生まれなかった都市 2. 確率の丘 3. 脳動説 4. 庭師KING 5. Aria 6. Lotus 7. TOWN-0 PHASE-5 8. 舵をとれ (ENCORE) 1. 聖馬蹄形惑星の大詐欺師 2. 夢みる機械 |

### 6月8日
| 1. ハルディン・ホテル 2. TOWN-0 PHASE-5 3. サイボーグ 4. 作業（愚者の薔薇園) 5. サイレン*Siren* 6. 仕事場はタブー 7. デューン 8. 万象の奇夜 9. 水脈 10. 生まれなかった都市 | 1. 人体夜行 2. 空転G 3. ルベド（赤化） 4. 確率の丘 5. Lotus 6. 庭師KING 7. 舵をとれ 8. Aria (ENCORE) 1. 聖馬蹄形惑星の大詐欺師 2. 夢みる機械 |

## PHONON2555 VISION
2013年8月19日、このライブの模様を収録したDVD「PHONON2555 VISION」が、TESLAKITEレーベルから発売された。特典として特製ステッカーが一枚付属する。3日の日程のうち、3日目（8日）の模様を中心に収録し、各日限定で演奏された楽曲はボーナストラックとして収録されている。
1. ハルディン・ホテル
2. TOWN-0 PHASE-5
3. サイボーグ
4. 作業（愚者の薔薇園)
5. サイレン*Siren*
6. 仕事場はタブー
7. デューン
8. 万象の奇夜
9. 水脈
10. 生まれなかった都市
11. 人体夜行
12. 空転G
13. ルベド（赤化）
14. 確率の丘
15. Lotus
16. 庭師KING
17. 舵をとれ
18. Aria

encore
1. 聖馬蹄形惑星の大詐欺師
2. 夢みる機械

bonus track
1. 白虎
2. サトワン暦 8869年
3. 華の影
4. 脳動説

## 参加アーティスト
- 平沢進 - ボーカル、エレクトリック・ギター、アコースティック・ギター、レーザーハープ
- PEVO1号 - エレクトリック・ギター、MIDIコントローラー
- 荒木康弘 - ティンパニ